# كايلا دي تشيلو
كايلا كيسيا دي تشيلو (ولدت في 25 يناير 2004) هي لاعبة جمباز فني أمريكية حائزة على الميدالية البرونزية في بطولة العالم 2021 وبطلة دورة الألعاب الأمريكية 2023 في الجمباز الفني، على مستوى الناشئين فهي بطلة العالم في القفز للناشئين عام 2019 وبطلة الولايات المتحدة الأمريكية للناشئين في الجمباز الفني عام 2019. وكانت بديلة لفريق ضمن دورة الألعاب الأولمبية الصيفية 2020 وفريق حائز على الميدالية الذهبية في بطولة العالم للجمباز الفني 2023. كما تتنافس مع فريق الجمباز النسائي بجامعة فلوريدا.

## نشأتها
وُلدت كايلا دي تشيلو عام 2004 لأبوين هما مات وكيشيا ديتشيلو، لدى كايلا ثلاثة أشقاء هما كارلي وكايرا، وشقيق اسمه هانتر. بدأت ممارسة الجمباز في سن الثانية. كايلا من أصول إيطالية من جهة والدها وألمانية من جهة والدتها. تخرجت كايلا عام 2022 من مدرسة نورث ويست الثانوية في جيرمانتاون، ماريلاند.